# Колагеноз
Колагеноз, хвороба сполучної тканини дифузна - (connective-tissue disease) - захворювання, що характеризується запальними змінами сполучної тканини, які фактично можуть розвиватися в будь-якій системі організму. Раніше ці захворювання називали колагенозом (collagen diseases) (свою назву дифузні хвороби сполучної тканини отримали в 1978 році); до них належать: дерматоміозит, системний і дископодібний червоний вовчаки, кільцеподібна склеродермія, вузликовий і ревматоїдний поліартрити. 
Це захворювання при яких утворюються автоантитіла, які пошкоджують клітинні елементи та протеоглікани сполучної тканини. Характеризуються посиленням активності матриксних металопротеїназ і розпаду колагену. 